# DAISY

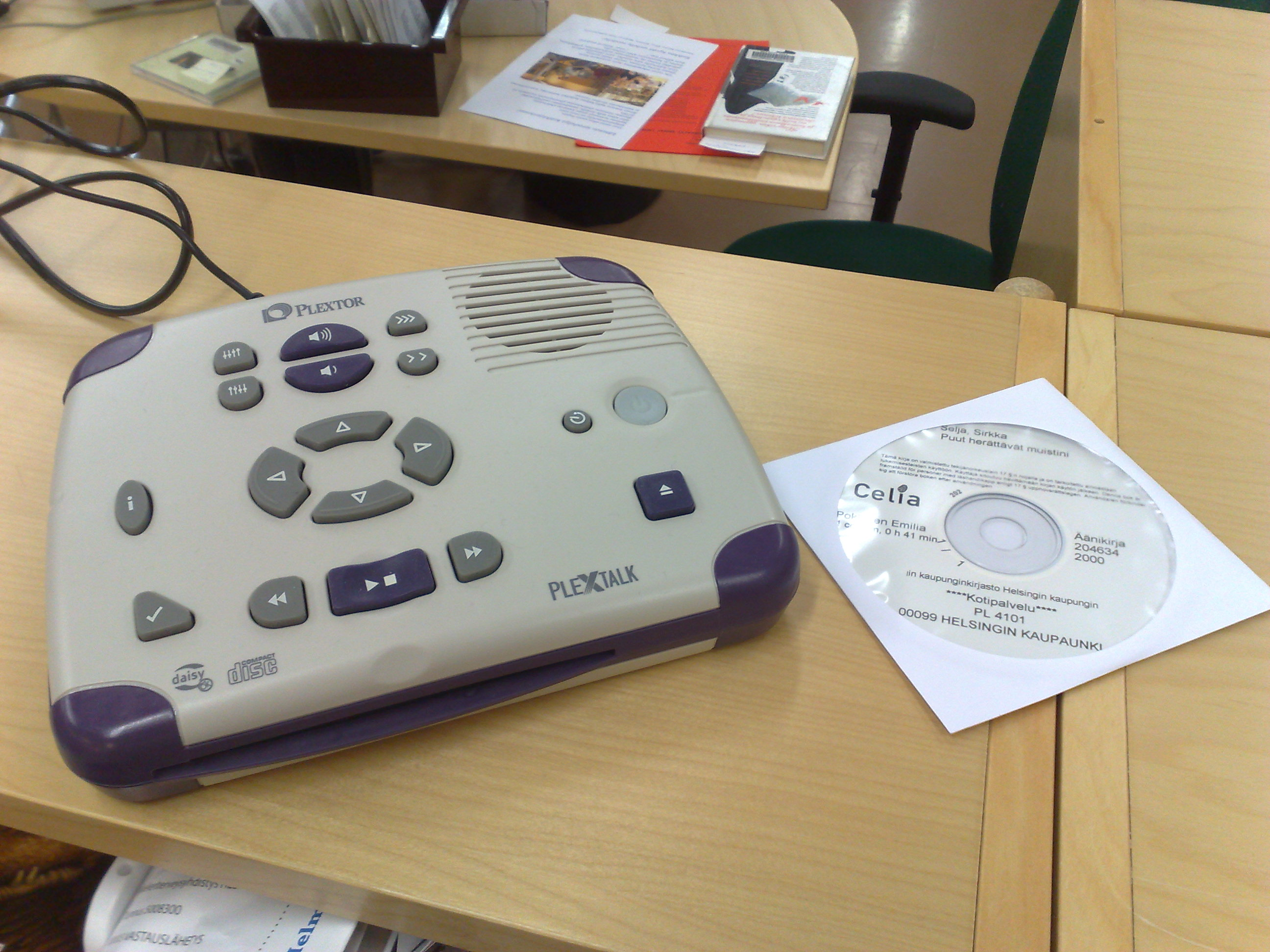
DAISY-плейер и аудиокнига

DAISY (от англ. Digital Accessible Information System «цифровая система доступа к информации») — стандарт цифрового формата для записи «цифровых говорящих книг» (англ. digital talking books). Данный формат сочетает различные способы представления материала: обычный текст, аудиоматериалы и иллюстрации. Многоуровневая навигация обеспечивает переход к нужной книге, разделу, главе или странице. Также данный формат предоставляет возможность выбора способа воспроизведения аудиоматериалов: прослушивание аудиокниг в дикторском исполнении, либо при помощи чтения текстового файла встроенным речевым синтезатором DAISY плеера или программного обеспечения для прослушивания книг в формате DAISY.
Последняя версия DAISY стандарта включает математическую нотацию на языке MathML, разработанном консорциумом World Wide Web для представления математических символов в формате XML.
Для программы Microsoft Word предусмотрена надстройка, преобразующая документы в формат DAISY. Конвертеры Word-DAISY позволяют преобразовать документ Microsoft Word 2007, 2003 и XP в говорящий формат книги DAISY. OpenOffice.org также может создавать DAISY.

## Интерактивность
Книги DAISY предлагают широкие функции навигации. Пользователь может не только переходить от главы к главе — он может также пройти по сноске и вернуться назад.
Пользователь может регулировать скорость речи.
В книгах DAISY существует функция редактирования. Пользователь может создать любое количество закладок.
Многочисленные особенности DAISY можно использовать на компьютерах, оснащённых программным обеспечением DAISY Reader 2.0 (бесплатное).